# Nymphon caementarum
Nymphon caementarum is een zeespin uit de familie Nymphonidae. De soort behoort tot het geslacht Nymphon. Nymphon caementarum werd in 1975 voor het eerst wetenschappelijk beschreven door Stock. 